# سینالوو
سینالوو (به لاتین: Synalov) یک منطقهٔ مسکونی در جمهوری چک است که در ناحیه برنو-تسوونتری واقع شده‌است. سینالوو ۶٫۹۳ کیلومتر مربع مساحت و ۱۱۴ نفر جمعیت دارد و ۵۲۰ متر بالاتر از سطح دریا واقع شده‌است.